# Nellis Air Force Base
Nellis Air Force Base, kortweg Nellis AFB, is een vliegbasis en plaats (census-designated place) in de Amerikaanse staat Nevada, en valt bestuurlijk gezien onder Clark County. Nellis organiseert luchtgevechtsoefeningen zoals de internationale Exercise Red Flag oefeningen en close air support-oefeningen zoals Green Flag-West gevlogen in "Military Operations Area (MOA) airspace", in de nabijgelegen Nevada Test and Training Range (NTTR). De basis huisvest ook het Combined Air and Space Operations Center-Nellis.
Nellis Air Force Base staat bij de USAF bekend als het "Home of the Fighter Pilot" en is het referentie- en expertisecentrum van de luchtmacht voor geavanceerde gevechtstraining. De belangrijkste eenheid op Nellis is het USAF Warfare Center, dat de training coördineert voor samengestelde aanvalstroepen met vliegtuigtypes uit de hele USAF-inventaris, vergezeld van lucht- en grondeenheden van het Amerikaanse leger, de Amerikaanse marine, Amerikaanse mariniers en vliegtuigen van andere NAVO- en geallieerde landen. Training wordt gegeven door middel van een reeks oefeningen die meestal plaatsvinden op de Nevada Test and Training Range (NTTR). Tot het materiaal behoorden of behoren de A-10 Thunderbolt II, de F-15 Eagle, de F-15E Strike Eagle, de F-16 Fighting Falcon, de Lockheed Martin F-22 Raptor en de F-35 Lightning II.
Ook het demonstratieteam van de United States Air Force, de U.S. Air Force Thunderbirds hebben Nellis AFB als uitvalsbasis.
In oktober 2019 had Nellis 9.500 militairen en burgers in dienst. De totale militaire bevolking is meer dan 40.000, inclusief familieleden en gepensioneerd militair personeel in het gebied. De basis ondersteunt ook operaties op de nabijgelegen Creech Air Force Base, Tonopah Test Range en de Nevada National Security Site.
De vliegbasis is onderdeel van maar moet niet verward worden met het veel grotere, ten noordwesten van de vliegbasis uitdijende Nellis Air Force Base Complex, dat ook deels in Nye County en Lincoln County ligt.

## Demografie
Bij de volkstelling in 2000 werd het aantal inwoners vastgesteld op 8896.

## Geografie
Volgens het United States Census Bureau beslaat de plaats een oppervlakte van
8,0 km², geheel bestaande uit land.

## Plaatsen in de nabije omgeving
De onderstaande figuur toont nabijgelegen plaatsen in een straal van 20 km rond Nellis AFB.